# Dirk Lellek
Dirk Lellek (* 3. Januar 1964 in Bremen; † 21. April 2016 in Ahlhorn) war ein deutscher Fußballspieler und -trainer.

## Karriere

### Spieler
Dirk Lellek spielte ab 1972 in der Jugend des SV Werder Bremen. 1985 gewann er mit der Amateurmannschaft des SVW die deutsche Amateurmeisterschaft. An der Seite von Spielern wie Dieter Eilts und Frank Ordenewitz setzte sich das Team im Finale gegen den DSC Wanne-Eickel durch. Lellek erzielte beim 3:0-Endspielerfolg das 1:0. Der 21-Jährige hatte bis zu diesem Zeitpunkt bereits sechs Spiele in der Bundesliga absolviert und ein Tor für die Profimannschaft erzielt. Dann wechselte der als Libero eingesetzte Lellek zu Hertha BSC, wo er ein Jahr in der 2. Bundesliga spielte. Anschließend spielte er bei Viktoria Aschaffenburg, bevor er zu Werder Bremen zurückkehrte. Dort absolvierte er allerdings kein weiteres Profispiel mehr. Lellek zog es weiter, seine nächsten Stationen waren der VfB Oldenburg, Eintracht Braunschweig und der VfL Osnabrück, bevor er für eine Saison in die Schweiz ging. Er wurde zu Beginn der Saison 1992/1993 vom FC Basel verpflichtet, der damals bereits seinen fünften Anlauf zur Rückkehr in die Nationalliga A nahm. Unter Trainer Friedel Rausch absolvierte er 20 Pflichtspiele, 19 in der Nationalliga B und eins im Schweizer Cup. Dabei schoss er vier Tore. Er kehrte für zwei Jahre zum VfB Oldenburg zurück, spielte dann jeweils ein Jahr für den SV Wilhelmshaven und Kickers Emden. In Emden beendete er 1997 seine aktive Zeit als Spieler.

### Trainer
Nach einer Trainertätigkeit beim TSV Großenkneten übernahm Lellek 2004 für vier Monate den damals fünftklassigen VfB Oldenburg. Nach Stationen beim Ahlhorner SV und FC Oberneuland führte ihn seine letzte Arbeit zum STV Barßel in der Kreisliga Cloppenburg.